# Koreai tuja
A koreai tuja (Thuja koraiensis) a fenyőalakúak (Pinales) rendjébe sorolt ciprusfélék (Cupressaceae) családjában a tuja (Thuja) nemzetség egyik faja.

## Származása, elterjedése
Amint ezt neve is jelzi, a Koreai-félszigeten, méghozzá alapvetően Észak-Koreában honos. Egy-egy kis állománya él Dél-Koreában és Kína északkeleti csücskében, a koreai határhoz közel. Magyarországon nem terjedt el; igen ritka.

## Megjelenése, felépítése
Kérge vörös. Ágai lazán állnak.
Lombja világoszöld, a pikkelylevelek hátán feltűnő ezüstös rajzolattal.
Kis, tojásdad tobozai barnák.

## Életmódja, termőhelye
A csapadékos, párás környezetet kedveli. Teljesen télálló.

## Felhasználása
Dísznövény.